# دانگ‌فنگ هوندا
دانگفنگ هوندا (انگلیسی: Dongfeng Honda) شرکت خودروسازی چینی است، که در سال ۲۰۰۳ تأسیس شد.